# Ujangsan-dong
Ujangsan-dong (koreanska: 우장산동) är en stadsdel i stadsdistriktet Gangseo-gu i Sydkoreas huvudstad Seoul.